# Pierre-Alain Gentil

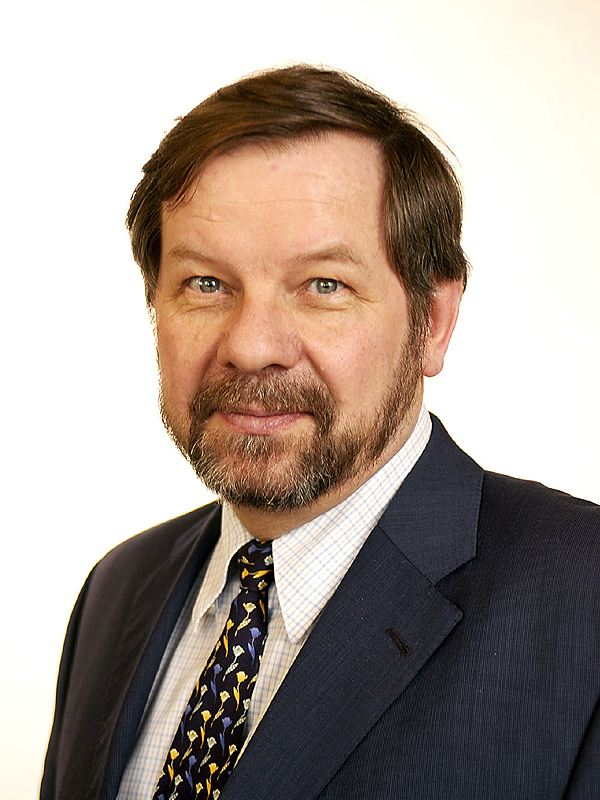
Pierre-Alain Gentil

Pierre-Alain Gentil (* 12. Juli 1952 in Lausanne, heimatberechtigt in Delsberg und La Sagne; † 23. September 2008 in Delsberg) war ein Schweizer Politiker (SP).
Seine politische Laufbahn begann er von 1989 bis 1993 als Gemeinderat (Legislative) und war dann in der Stadtexekutive von Delsberg als Stadtpräsident. Von 1982 bis 1992 hatte Gentil Einsitz im jurassischen Parlament und war Vizepräsident der SP-Fraktion. Zum 4. Dezember 1995 wurde er in den Ständerat gewählt und hatte dort bis zum 2. Dezember 2007 Einsitz.
Er lebte getrennt und hatte ein Kind.